# Fontaine Médicis
Die Fontaine Médicis ist eine Pariser Brunnenanlage im 6. Arrondissement im Jardin du Luxembourg. Sie trägt den Namen ihrer Auftraggeberin, Königin Maria, die der mächtigen Florentiner Dynastie de’ Medici entstammte.

## Geschichte
Die Königinwitwe und Regentin Maria de’ Medici ließ den Garten und das Palais du Luxembourg ab 1611 als ihren Witwensitz anlegen, nachdem ihr Mann Heinrich IV. 1610 ermordet wurde. Die Gestaltung entsprach dem Giardino di Boboli bzw. dem Palazzo Pitti in Marias Heimatstadt Florenz. Das Gebiet südlich der Seine saß zu der Zeit eher auf dem Trockenen. Erst die Fertigstellung des Aqueduc Médicis 1623, welches vom florentinischen Fontänenmeister Thomas Francine errichtet wurde, ermöglichte die Bewässerung der Anlage.
Francine errichtete um 1630 an der östlichen Gartenmauer die von der Königin gewünschte Grotte du Jardin du Luxembourg, eine für italienische Renaissancegärten typische Installation. Zwischen vier Säulen liegen drei Nischen mit einem Wasserbecken in der mittleren. Über der mittleren Nische befindet sich das Wappen von Maria de’ Medici, flankiert von zwei Flussgöttern. Die Oberfläche der Grotte erhielt eine Tropfsteinoptik, die bis heute erhalten ist.
Über die nächsten 200 Jahre erfuhr der Garten und die Grotte mehrere Umbauten. Mit der Französischen Revolution und dem Aufstieg Napoleons verloren Palais und Garten ihre royale „Aufgabe“. Marias Wappen wurde entfernt und Napoleon ließ in der mittleren Nische eine badende Venus aufstellen und das Wasserbecken über die ganze Breite erweitern, wodurch die Grotte zu einem Wasserspiel wurde.

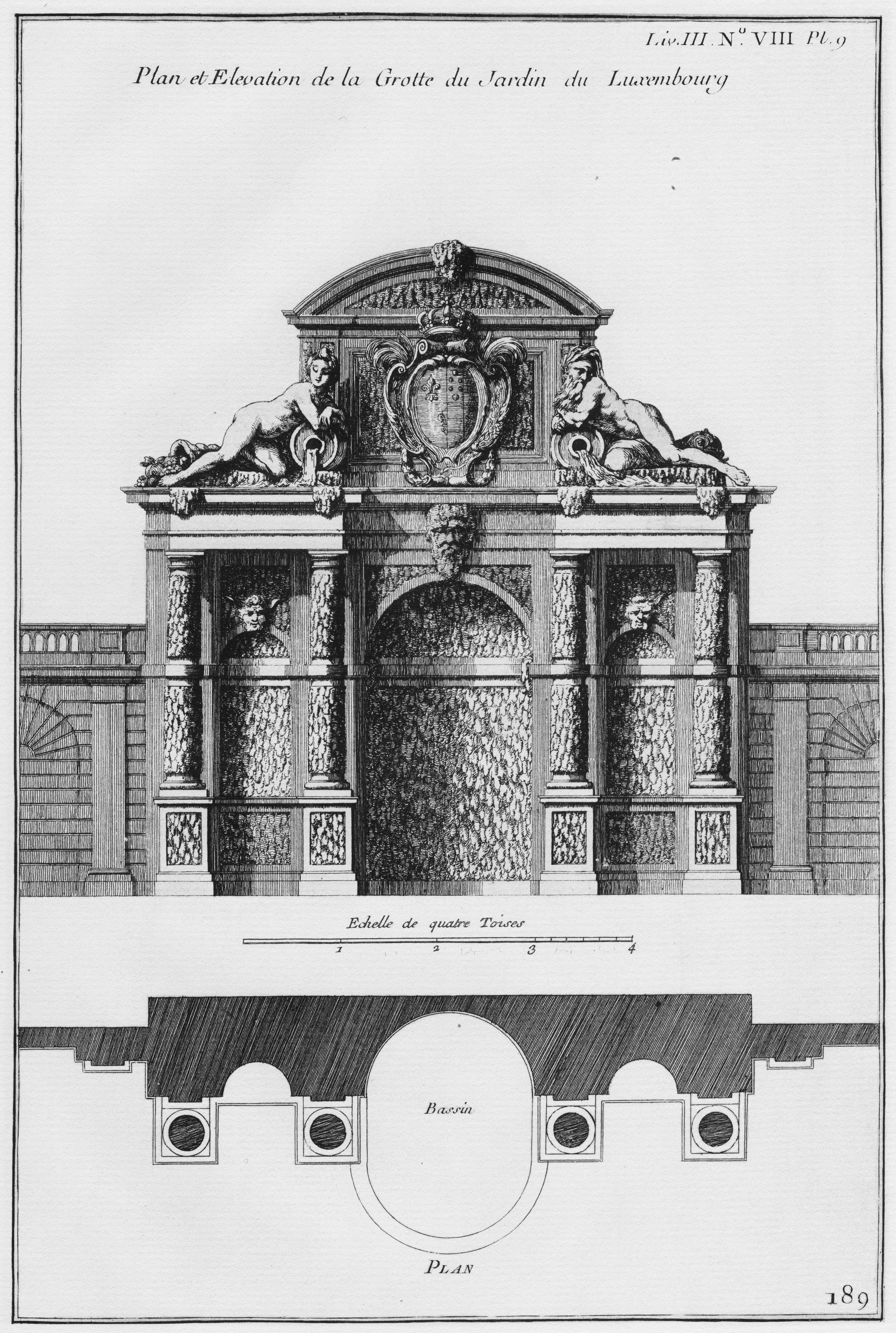
Grotte du Jardin du Luxemburg
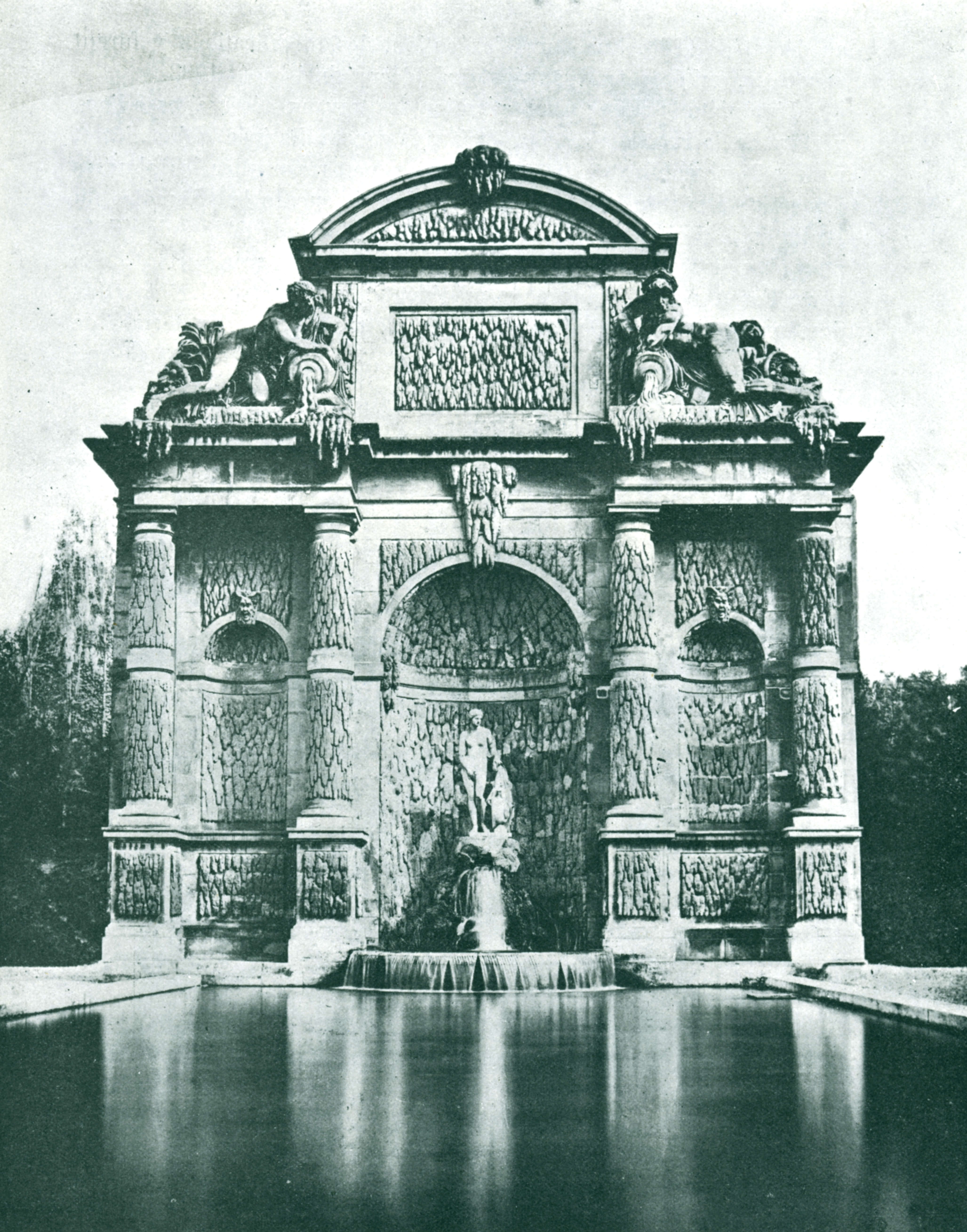
Venus im Bade (1857)
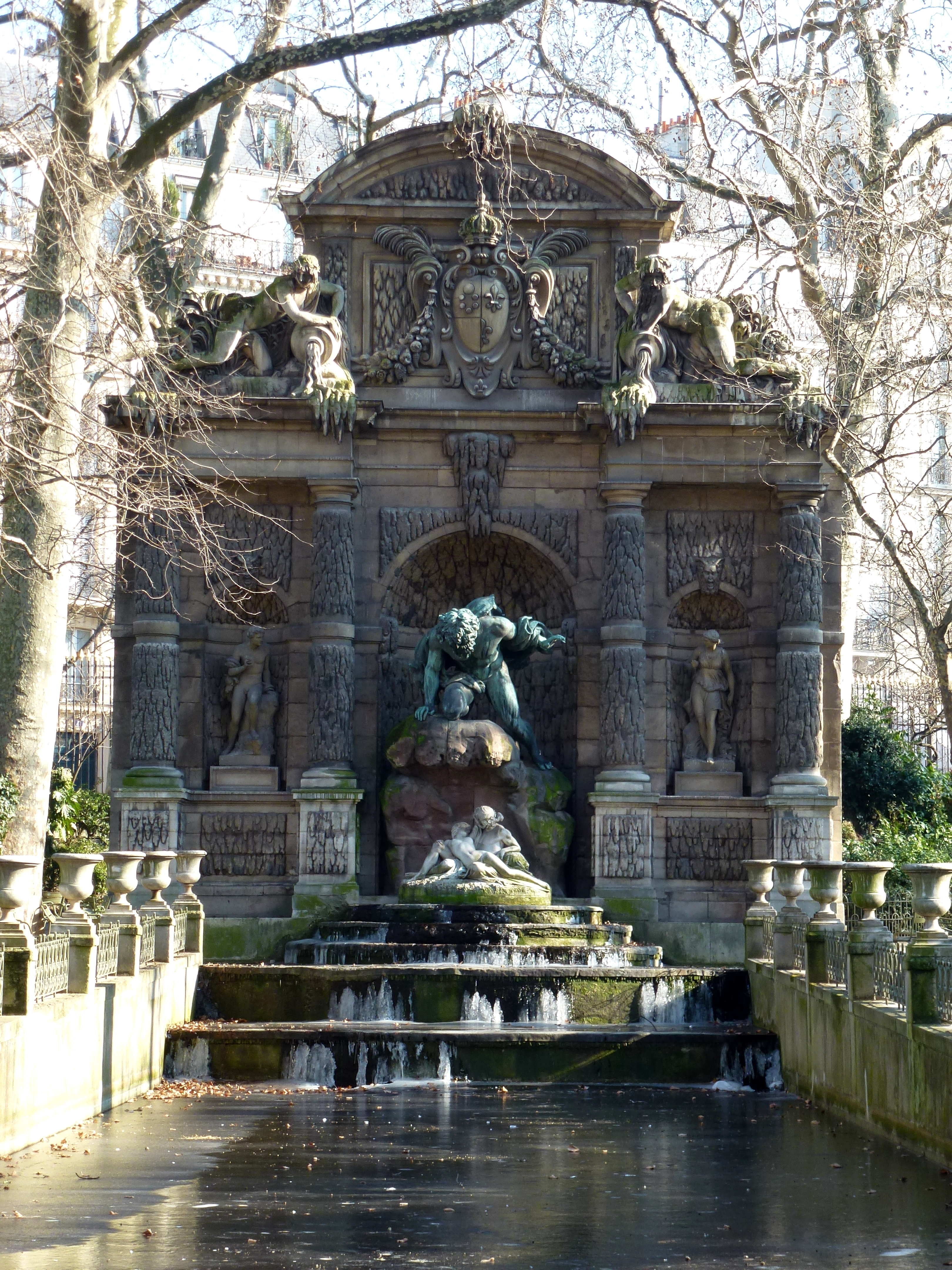
Heutige Ansicht

## Heutige Gestalt

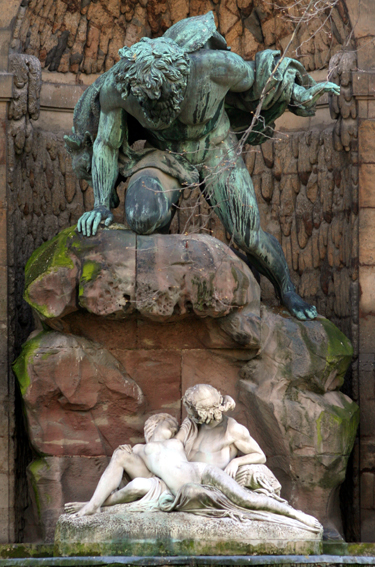
Polyphemgruppe

Die Haussmann’sche Neugestaltung von Paris führte schließlich zum heutigen Aussehen der Fontaine Médicis. Neue Straßenverläufe erforderten den Abriss des Brunnens. Nach Protesten wurde er jedoch nur ca. 30 m versetzt. Stand der Brunnen einst am Ende einer Sichtachse, die am Palais vorbeiführte, befinden sie sich nun auf einer Höhe.
Die ursprüngliche Grotte wurde zur Kulisse für eine Liebesgeschichte der Antike: der eifersüchtige Zyklop Polyphem beugt sich kniend über den Rand eines Felsens und entdeckt seine geliebte Galateia, wie sie in den Armen des Jünglings Akis liegt. Auguste Ottin schuf hierfür eine kontrastreiche Figurengruppe mit einem riesenhaften Polyphem aus dunkler Bronze über dem kleiner gehaltenen Liebespaar aus weißem Marmor. Für die beiden seitlichen Nischen schuf er einen Faun und eine Jägerin. Über eine Kaskade fließt das Wasser in ein 50 m langes, rechteckiges Becken, welches von Vasen und Gittern eingefasst ist. Das Wappen wurde wieder aufgestellt.
Auf der Rückseite der nunmehr freistehenden Fontaine Médicis wurde die Fontaine de Léda von 1808 angebaut. Durch Haussmanns Planungen verlor auch dieser Wandbrunnen seinen ursprünglichen Standort an der Rue de Vaugirard.